# Vasiliola evandia
Vasiliola evandia är en tvåvingeart som beskrevs av Fedotova 2004. Vasiliola evandia ingår i släktet Vasiliola och familjen gallmyggor. Inga underarter finns listade i Catalogue of Life.